# Liste der Kulturdenkmäler in Kaiserslautern
In der Liste der Kulturdenkmäler in Kaiserslautern sind Kulturdenkmäler  in der Kernstadt der rheinland-pfälzischen Stadt Kaiserslautern aufgelistet. Grundlage ist die Veröffentlichung die Denkmalliste des Landes Rheinland-Pfalz (Stand 7. September 2023).
Die Kulturdenkmäler in den Stadtteilen werden in der Liste der Kulturdenkmäler in Kaiserslautern (Stadtteile) genannt.

## Denkmalzonen
| Bezeichnung                                            | Lage | Baujahr                              | Beschreibung | Bild                           |
| ------------------------------------------------------ | --- | ------------------------------------ | --- | ------------------------------ |
| Denkmalzone Adolph-Kolping-Platz                       | Adolph-Kolping-Platz 1–6 Lage | um 1900                              | segmentbogig angeordnete, gründerzeitliche Zeilenwohn- und Wohn- und Geschäftshäuser, Ziegel- und Putzbauten, teilweise mit Walmdächern, um 1900, älterer Teil der Bebauung des kreisförmigen Platzes, der auf die Stadterweiterungsplanung von 1887 zurückgeht, in städtebaulich hervorgehobener Lage anschauliches Bild der Formenvielfalt damaliger Bürgerhäuser | Fotos hochladen                |
| Denkmalzone Albertstraße                               | Albertstraße 16–26 (gerade Nummern), Steinmetzstraße 11 Lage | 1912–23                              | L-förmige Anlage einschließlich vorgelagerter Gärten und Grünanlage, ein- und zweigeschossige Zeilenwohnhäuser, teilweise mit Walmdächern, Heimatstil, 1912–23 | Fotos hochladen                |
| Denkmalzone Grüner Block                               | Altenwoogstraße 43–59 (ungerade Nummern), Barbarossaring 1, Mannheimer Straße 94–108 (gerade Nummern) Lage | 1926–28                              | Wohnsiedlung der Gemeinnützigen Baugesellschaft Kaiserslautern; langgezogene Häuserzeilen mit kubisch gestaffelten, viergeschossigen Putzbauten mit turmartigen Risaliten um zwei baumbestandene Innenhöfe, Neue Sachlichkeit, 1926–28, Architekt Hermann Hussong | weitere Bilder Fotos hochladen |
| Denkmalzone Nördliche Stadterweiterung                 | Am Vogelgesang 1–33 (ungerade Nummern), Benzinoring 15–51 (ungerade Nummern), Buchfinkstraße 1–23, Hackstraße 5–19 (ungerade Nummern), 12–24 (gerade Nummern), Haspelstraße 17–21 (ungerade Nummern), Ottostraße 13–19 (ungerade Nummern), 18–26 (gerade Nummern), Villenstraße 11–17 (ungerade Nummern), 16, 18, 21 Lage | 1893–1929                            | großbürgerliches Wohnviertel an einem steilen Südhang, von 1893 bis 1929 gemäß dem Stadterweiterungsplan von 1887; ein- bis dreigeschossige, überwiegend gründerzeitliche, meist zusammenhängende Zeilenwohnhäuser, Backstein-, Putz- und Sandsteinquaderbauten, vereinzelt Jugendstilmotive oder geometrisch geprägter Zeitstil um 1910 | Fotos hochladen                |
| Denkmalzone Auf dem Bännjerrück                        | Auf dem Bännjerrück 2–14 (gerade Nummern) Lage | 1925/26                              | gleichartig strukturierte Villen, errichtet im Auftrag des Guss- und Armaturenwerkes; ein- bis zweigeschossige kubische Putzbauten mit Mansardwalmdächern, Heimatstil, 1925/26, Architekten Heinrich Hastenteufel und Philipp Spelger | Fotos hochladen                |
| Denkmalzone Wohnsiedlung Bahnheim                      | Bahnheim 2a, 2b, 3, 4a, 4b, 4c, 4–27, 28a, 28b, 29–39, 41–49, 51–54, 56, 60–80 (gerade Nummern) Lage | 1919–30                              | von der Gartenstadtbewegung geprägte Eisenbahnersiedlung der Baugenossenschaft Bahnheim; Putzbauten in langen Baublocks und als Einzel- oder Doppelhäuser, Heimatstil, 1919–30, rückwärtig anschließend ein Nutzgarten pro Wohneinheit; im Zentrum der Anlage Brunnen, Kunststein, 1930, großflächige Grünanlagen zwischen Bahngleisen und Pariser Straße | Fotos hochladen                |
| Denkmalzone Blücherstraße                              | Blücherstraße 6–36 (gerade Nummern), Pollichstraße 3, 5, 6 und 8 Lage | um 1900                              | ein- und zweigeschossige spätgründerzeitliche Zeilenwohnhäuser, sandsteingegliederte Putz- und Ziegelbauten, um 1900 | Fotos hochladen                |
| Denkmalzone Wohnanlage Fischerstraße                   | Fischerstraße 15–37 (ungerade Nummern), 16–28 (gerade Nummern), Bismarckstraße 27, 29, 31, 37c, Friedrichstraße 13, 15, 17, 19, Kanalstraße 34–46 (gerade Nummern), Wilhelmstraße 2, 4, 6 Lage | 1922–24                              | Wohnsiedlung für französische Offiziere mit um begrünte Innenhöfe gruppierten Baublöcken, zwei- bis dreigeschossige sandsteingegliederte Walm- und Mansarddachbauten, barockisierende und expressionistische Motive, 1922–24, Architekt Hermann Hussong, Arkadenöffnungen der Eckpavillons 1938 | Fotos hochladen                |
| Denkmalzone Glockenstraße                              | Glockenstraße 54, 56, 58, 63 Lage | letztes Viertel des 19. Jahrhunderts | anspruchsvolle gründerzeitliche Zeilenwohnhäuser, letztes Viertel des 19. Jahrhunderts | Fotos hochladen                |
| Denkmalzone Herzog-von-Weimar-Straße                   | Herzog-von-Weimar-Straße 30–148 (gerade Nummern) Lage | 1921/22                              | von der Gartenstadtbewegung geprägte Arbeiterwohnsiedlung mit ein- bis zweigeschossigen Reihenhäusern, expressionistische Motive, 1921/22, Architekten Hermann Hussong und Alois Loch | Fotos hochladen                |
| Denkmalzone Westliche Königstraße                      | Königstraße 54–82 (gerade Nummern), 71–85 (ungerade Nummern), Albert-Schweitzer-Straße 39, 41, 43, 45, Friedrich-Engels-Straße 1, Friedrich-Karl-Straße 2, Hartmannstraße 1, 3, 5, 19, 22, 24, Orffstraße 1, 2, 3, 4, 5, 6, 8, St. Marien-Platz 13, Werderstraße 1–4 Lage                                                 | 1919–25                              | Wohnsiedlung der Gemeinnützigen Baugesellschaft Kaiserslautern, sogenannter Bunter Block; zwei- bis dreigeschossige Zeilenbauten mit Sattel- und Walmdächern, traditionelle und expressionistische Motive, 1919–25, Architekten Eduard Brill, Hermann Hussong, Alois Loch, Michael Miller, Philipp Spelger | Fotos hochladen                |
| Denkmalzone Rundbau                                    | Königstraße 84–96 (gerade Nummern), 97–109 (ungerade Nummern), Albert-Schweitzer-Straße 47–63 (ungerade Nummern), Goebenstraße 1, 3, 5, 7, Pfaffstraße 24, 26, 28, 30, Roonstraße 15, 17 Lage | 1926–28                              | Wohnsiedlung der Gemeinnützigen Baugesellschaft Kaiserslautern im Stil der Neuen Sachlichkeit; langgestreckte zwei- bis viergeschossige kubische Putzbauten mit Flach- und Pultdächern, an der Königstraße der sogenannte Rundbau, 1926–28, Architekt Hermann Hussong; im Zentrum begrünter Innenhof mit Teich und Brunnenskulptur, Kunststein, Bildhauer Fritz Korter | Fotos hochladen                |
| Denkmalzone Pfaffwerk                                  | Königstraße 154 Lage | 1955–58                              | neues Verwaltungsgebäude des ehemaligen Pfaffwerkes, 1955–58 von Fritz Seeberger, Kaiserslautern; Vierflügelanlage in Stahlbetonskelettbauweise mit Klinkerfassaden und repräsentativem Treppenhaus; zugehörige Werkstoranlage mit beidseitigen Anbauten, 1950–54; bauliche Gesamtanlage | weitere Bilder Fotos hochladen |
| Denkmalzone Logenstraße                                | Logenstraße 4, 6, 8, 10, 16, 18, 18a Lage | vor 1887                             | Zeile spätgründerzeitlicher Wohn- und Geschäftshäuser, sandsteingegliederte Klinker- und Putzbauten, kurz vor 1887 | Fotos hochladen                |
| Denkmalzone Mainzer Straße                             | Mainzer Straße 38, 40, 42, 44 Lage | 1894–96                              | spätgründerzeitliche Zeilenwohnhäuser, zweieinhalbgeschossige Backsteinbauten, 1894–96 | Fotos hochladen                |
| Denkmalzone Alter Hauptfriedhof                        | Mannheimer Straße, Donnersbergstraße Lage |                                      | 1873 angelegt, bis 1918 mehrfach erweitert; durch orthogonales Wegenetz in längsrechteckige Distrikte gegliedert und von Sandsteinmauer umschlossen; - Friedhofskapelle (Donnersbergstraße 76): anspruchsvoller historistischer Sandsteinquaderbau, 1903–05, Stadtbaumeister Ernst Spieß, 1981–84 umgebaut und erweitert; - in der Eingangsachse Friedhofskreuz, 1874; - Kriegerdenkmal 1870/71, Germania auf Sandsteinstele, 1876 von Jakob Menges; - nördlich des jüdischen Friedhofs Ehrenfeld 1870/71, gusseiserne Kreuze auf Sandsteinsockeln; - in der Eingangsachse an der Mannheimer Straße Löwenbrunnen, Gussstein, 1917/18, Karl Dick; - an der südlichen Umfassungsmauer beim Haupteingang Unterstand in Form dorischer Säulenhalle, 1912, Hermann Hussong; - am Haupteingang an der Mannheimer Straße Sandsteinreliefs mit Evangelistensymbolen, um 1918, Karl Gern; Grabmäler: - an der nördlichen Umfassungsmauer Grabmäler K. Michel (1896), Ädikula; W. Opfermann (um 1909), Stele mit Bronzetondo; Jausel-Hoffmann (um 1900) Säulenädikula mit Relief; F. Karcher (1886), Ädikula mit seitlichen Putti; Ph. Karcher (1894), Ädikula mit Figur Trauernder; E. Braun (um 1900), Trauernde; N. Müller (1892), Ädikula mit Engelfigur; H. Jaenisch, Ädikula mit Trauernder von 1903; H. Müller (1904), Trauernde vor Obelisk; E. Jacob (1903), Ädikula mit Bronzetondo; Familie Euler, Spatz, Uge (um 1907), Portalarchitektur mit seitlichen Engeln - F. 4: C. Kafitz (1882), Ädikula mit Trauernder; - F. 5: J. W. Jacob (1888), Ädikula mit Genius; Ph. Rohr (1892), Ädikula mit Marmorrelief; Janez Šubic (1889), Obelisk mit Relieftondo; J. Menges (1881), Ädikula mit Porträtreliefs und Urne; - F. 6: K. Kroeckel (1894), Ädikula mit Gewandfigur; M. Jansohn (1889), klassizistische Stele; A. Müller (1881), Ädikula mit Genius; Grewening/Winterhauer, Säule mit Vasenaufsatz; anonym, Engel vor urnenbekrönter Säule; K. Larouette (1880), Ädikula; anonym, Trauernde; - F. 7: K. Goerg (1826), versetzter stelenartiger Grabstein; E. Kayer (1903), Ädikula; A. v. Gienanth (1829), versetzter Eisensarkophag; - F. 10: F. W. Bruenings (1909), Ädikula; - F. 12: A. Roos (1929), Grabanlage mit Galvano-Engel; J. und K. Gleich (1899), Ädikula; - F. 13: Familie Ritter (um 1910), Grabanlage; W. Raab (1883), Trauernde; C. Goerg (1905), Ädikula; W. Ihrig (1903), Stele mit Relief einer Trauernden; J. D. Gravius (1872), klassizistische Stele; C. Schuck (1890), weibliche Gewandfigur; - F. 14: K. Münch (1895), Engelfigur; Familie Immetsberger (um 1900), Jugendstil-Grabanlage; - F. 18: K. Compter (1907): Ädikula mit Trauernder; - F. 20: A. und O. Sommerrock (um 1920), Galvanoplastik einer Trauernden; - F. 21: M. Hocke (1907), Grabanlage mit Relief eines Engels; - F. 22: E. Sander (um 1915), Ädikula; G. Sicius (1909), Todesengel; C. Grünewald (1862), Ädikula mit Relief und Marmorbüste; - F. 23: L. Kreuz (1921): Ädikula mit Relief; - F. 35: W. Graf (um 1920), Portalarchitektur mit Relief | weitere Bilder Fotos hochladen |
| Denkmalzone Jüdischer Friedhof                         | Mannheimer Straße, Donnersbergstraße Lage | 1858                                 | auf dem Gelände des späteren Hauptfriedhofs 1858 angelegt mit zahlreichen Grabstätten des 19. und frühen 20. Jahrhunderts; Grabmäler: Familie Joseph Kehr (1885), tempelartige Sandsteinarchitektur; Franz Kehr (1891), spätgründerzeitliche Sandstein-Ädikula; Leo Kahn (1902), Sandstein; Simon Rheinstrom (1902), Sandstein-Eichenstamm | Fotos hochladen                |
| Denkmalzone Waldfriedhof                               | Mannheimer Straße, Donnersbergstraße Lage | ab 1912                              | ab 1912 Anlage des Waldfriedhofs nach Plänen von Hermann Hussong; nordöstlich an den Alten Hauptfriedhof anschließend in leicht ansteigendem Gelände; - Ehrenfriedhof für Gefallenen beider Weltkriege, 1953, gestufte Anlage; Denkmal mit Pieta-Relief von Menges; anschließend Ehrenfeld für die russischen Opfer des Faschismus, 1950, würfelförmiges Denkmal mit kyrillischer Inschrift; - Pavillon, 1912, Architekt Hermann Hussong, kleiner Zentralbau auf Hochterrasse; Grabmäler: - F. I 36: A. Zepp (1929), Relief eines trauernden Engels; F. Leonhard (1918), Arkade mit Urnen; - F. II 15: F. W. Fuchs (1912), gestufter Aufbau mit Reliefs; - F. III 23: Georg Michael Pfaff (um 1920), kubischer Stein mit Bronzetondi; - F. IV 66a: J. Bernd (1887), Porträtbüste; - F. V 1: v. Fleischbein (um 1870), versetztes Grabkreuz; - F. V 2: K. Jörns (1932), Grabanlage mit Urnenaufsatz; - F. VI 4: I. Blauth (1939), Flachrelief einer Spinnerin; - F. A 11: Grabkapelle K. Huber, um 1925, Architekt H. Hussong - F. 50a: Trauernde (um 1930) von G. A. Bernd | weitere Bilder Fotos hochladen |
| Denkmalzone Mannheimer Straße                          | Mannheimer Straße 17–21 Lage | um 1860                              | barockisierende Zeilenwohnhäuser, um 1860, beispielhaft für die bis in die zweite Hälfte des 19. Jahrhunderts in Kaiserslautern gebräuchliche bescheidene Wohnbebauung | Fotos hochladen                |
| Denkmalzone 23er-Kaserne (Kleberkaserne)               | Mannheimer Straße 205, 210, 212, 214, Stiftswaldstraße 60 Lage | 1913/14                              | Kaserne des Königlich Bayerischen 23. Infanterie-Regiments „König Ferdinand der Bulgaren“; anspruchsvolle Kasernenanlage, 1913/14, Architekt Rudolf von Perignon, 1937/38 erweitert; Hauptgebäude (Mannheimer Str. 205): schlossartiger Dreiflügelbau mit hohem Uhrturm mit Kuppeldach; ehemaliges Offizierskasino (Stiftswaldstraße 60): eineinhalbgeschossiger palastartiger Mansardwalmdachbau, Ausstattung; entlang der Mannheimer- und Stiftswaldstraße neubarocke Mansardwalmdachbauten; ehemaliges Garnisonslazarett (Mannheimer Straße 214): schlossartiger Mansardwalmdachbau mit Dachturm mit Kuppeldach | Fotos hochladen                |
| Denkmalzone Medicusstraße                              | Medicusstraße 36, 38, 40, 42, 44, St.-Marien-Platz 12 Lage | um 1900/10                           | U-förmige Baugruppe mit Wohn- und Geschäftshäusern, zwei- und dreigeschossige sandsteingegliederte Putzbauten, malerische Gesamtwirkung, um 1900/10 | Fotos hochladen                |
| Denkmalzone Stadtpark                                  | Pirmasenser Straße 58, 59, 60, 60a, 60b, 62–74, Trippstadter Straße 2a, 5, Parkstraße 47–77 (ungerade Nummern), Karcherstraße 2–20 (gerade Nummern, ohne Nr. 12), Medicusstraße 1, Beethovenstraße 56 Lage | 1876                                 | 1876 vom Verschönerungsausschuss unter Karl Sturm angelegt, die umschließende Bebauung auf Grundlage des Stadterweiterungsplans von 1887 errichtet: großbürgerliche Wohnhäuser; dreigeschossige Zeilenwohnhäuser sowie ein- und zweigeschossige villenartige Wohnhäuser, Putz-, Ziegel- und Sandsteinquaderbauten, um 1886 bis 1926; zeigt die Entwicklung der großbürgerlichen Wohnhausarchitektur | Fotos hochladen                |
| Denkmalzone Reichswaldstraße                           | Reichswaldstraße 79, 81, 83 Lage | 1925/26                              | Walmdachbauten, expressionistisch geprägter Heimatstil, 1925/26 | Fotos hochladen                |
| Denkmalzone Richard-Wagner-Straße                      | Richard-Wagner-Straße 37–107 (ungerade Nummern), 52–86 (gerade Nummern), Pirmasenser Straße 27, Bahnhofstraße 28 Lage | 1880–1910                            | Zeile gründerzeitlicher Wohn- und Geschäftshäuser, zwei- und dreigeschossige hausteingegliederte Ziegel-, Putz- und Sandsteinbauten, 1880 bis 1910 | Fotos hochladen                |
| Denkmalzone Rudolf-Breitscheid-Straße                  | Rudolf-Breitscheid-Straße 27, 29, 31 Lage | um 1900                              | dreigeschossige einheitlich konzipierte gründerzeitliche Zeilenwohn- und Geschäftshäuser, um 1900 | Fotos hochladen                |
| Denkmalzone ehemalige Kammgarnspinnerei                | Schoenstraße, Lauterstraße, Mühlstraße, Forellenstraße Lage | ab 1860                              | heute Städtisches Kulturzentrum sowie Teil der Hochschule Kaiserslautern; ehemaliges Kraftwerk, Neurenaissancebau, um 1860; altes Kesselhaus mit Treppengiebel, um 1860; neues Kesselhaus, Backsteinbau, L-förmiger Verwaltungstrakt, Blankziegelbau, sowie ehemalige Produktionshallen, Neue Sachlichkeit, 1936/37, Architekt Philipp J. Manz, Stuttgart, mit Ausstattung; ehemalige Elektrowerkstatt, Nadelsetzerei und Sattlerei, Backstein-Fachwerkbau mit Pultdach; Kraftfahrzeughalle, Klinkerbau, wohl aus den 1920er Jahren; Westbahnhof, Rotsandsteinquaderbau, um 1883, gusseiserne Bahnsteigüberdachung; eingeschossiges Pförtnerhaus, Neue Sachlichkeit | weitere Bilder Fotos hochladen |
| Denkmalzone St.-Marien-Platz/Rudolf-Breitscheid-Straße | St.-Marien-Platz 18, 19, Rudolf-Breitscheid-Straße 62 Lage | 1911/12                              | Wohn- und Geschäftshäuser gegenüber der Marienkirche, auf L-förmigem Grundriss, dreigeschossige sandsteingegliederte Putzbauten, Heimatstil, 1911/12, Architekt Seeberger | Fotos hochladen                |
| Denkmalzone St.-Marien-Platz/Kindergartenstraße        | St.-Marien-Platz 23, 24, 25, 26, Kindergartenstraße 19 Lage | ab 1906                              | Häuserzeile gegenüber der Marienkirche, zwei- und dreigeschossige sandsteingegliederte Backstein- und Putzbauten mit Mansarddächern, Nr. 23 und 24 1910, Nr. 25 und 26 1906, Nr. 19 1907/08 | Fotos hochladen                |
| Denkmalzone St.-Martins-Platz                          | St.-Martins-Platz Lage | 17. Jahrhundert                      | durch einheitlich geschlossene Umbauung des 18. und frühen 19. Jahrhunderts gekennzeichneter Platz, spätestens im 17. Jahrhundert angelegt | Fotos hochladen                |
| Denkmalzone Wilhelmstraße/Bismarckstraße               | Wilhelmstraße 1, 3, 5, Bismarckstraße 37f–h Lage | um 1920                              | Wohnkomplex für die Deutsche Bau- und Bodenbank; anspruchsvolle, zwei- und dreieinhalbgeschossige Walmdachbauten auf L-förmigem Grundriss, an platzartiger Straßenerweiterung mit Bezug auf die gegenüberliegende Wohnanlage in der Fischerstraße, um 1920; mit Ausstattung | Fotos hochladen                |
| Denkmalzone Wilhelmstraße                              | Wilhelmstraße 11–29 (ungerade Nummern) Lage | um 1900                              | Zeile spätgründerzeitlicher Wohn- und Geschäftshäuser; zwei- und dreigeschossige sandsteingegliederte Backsteinbauten, um 1900 | Fotos hochladen                |

## Einzeldenkmäler
| Bezeichnung                                           | Lage                                                                 | Baujahr                            | Beschreibung | Bild                           |
| ----------------------------------------------------- | -------------------------------------------------------------------- | ---------------------------------- | --- | ------------------------------ |
| Stadtbefestigung                                      |                                                                      | 1295–1330                          | von der mittelalterlichen, 1295 bis 1330 errichteten Stadtmauer haben sich Reste erhalten entlang der Alleestraße und der Matzenstraße, Am Schmiedeturm 9 (⊙), Fackelstraße 30 (⊙), Gaustraße 17/19 (⊙), Grüner Graben 24 (⊙), Klosterstraße 6 und 8 (⊙), Ludwigstraße 34/36 (Reste im Keller; ⊙), Spittelstraße (im Pfarrgarten von St. Martin; ⊙), Steinstraße 55 (am Wadgasser Hof; ⊙), Willy-Brandt-Platz 4/Martin-Luther-Straße (im Keller: Funde zur Siedlungsgeschichte, mit Resten der Stadtbefestigung; ⊙); bauliche Gesamtanlage | Fotos hochladen                |
| Wohn- und Geschäftshaus                               | Albrechtstraße 47 Lage                                               | 1903                               | spätgründerzeitliches Eckwohn- und Geschäftshaus, sandsteingegliederter Backsteinbau mit Mansarddach, 1903, Architekt F. Grün | Fotos hochladen                |
| Offiziers-Casino und Hotel                            | Am Altenhof 6 Lage                                                   | 1955/56                            | ehemaliges Offiziers-Casino und Hotel für die französische Besatzung; Gebäudekomplex in Stahlbetonkonstruktion, asymmetrisch angeordnete Flachdachbauten mit Rasterfassaden, 1955/56, Entwurf Sonderbauamt Landau und Städtisches Hochbauamt, Leitung Hans Tinti; Sgraffito von Adolf Schaurer; mit Ausstattung; stadtbildprägend | Fotos hochladen                |
| Jüdisches Kultbad                                     | Am Altenhof, unter Nr. 8 Lage                                        | 14. Jahrhundert                    | Jüdisches Kultbad (Mikwe), Becken (2,5 × 2,5 m) mit Resten der Zugangstreppe, 14. Jahrhundert | BW                             |
| Blechhammer                                           | Am Hammerweiher 1 Lage                                               | 1740                               | ehemaliger Blechhammer mit Stauweiher; U-förmige Anlage, im Kern von 1740 (Kellergeschoss und Wassergraben des ehemaligen Hammerwerks), sandsteingegliederter Putzbau mit Kopfbauten, 19. Jahrhundert (heute Gasthaus) | weitere Bilder Fotos hochladen |
| Evangelische Christuskirche                           | Am Heiligenhäuschen 11 Lage                                          | 1957/58                            | flachgedeckter Putzbau auf parabelförmigem Grundriss, Stahlbetonskelettbauweise, eingeschossiger Sakristeianbau, freistehender Glockenturm, 1957/58, Architekt Hansgeorg Fiebiger; mit Ausstattung | Fotos hochladen                |
| Villa                                                 | Am Langen Stein 1 Lage                                               | 1925                               | eineinhalbgeschossige Villa, neubarocker Mansardwalmdachbau, 1925, Architekt Otto Schellhaas | Fotos hochladen                |
| Stadtmauer                                            | Am Schmiedeturm, vor Nr. 7 und 9 Lage                                | um 1300                            | Teil der mittelalterlichen Stadtmauer im Bereich des Schmiedeturms, Sandsteinquader | Fotos hochladen                |
| Villa                                                 | Am Vogelgesang 10 Lage                                               | um 1900                            | herrschaftliche Villa, eineinhalbgeschossiger historisierender Putzbau, teilweise Zierfachwerk, um 1900 | Fotos hochladen                |
| Villa Ritter                                          | Am Vogelgesang 44 Lage                                               | 1888/89                            | ehemaliges Kreiswehrersatzamt, derzeit als Flüchtlingsunterkunft eingesetzt; herrschaftliche Walmdach-Villa, zweieinhalbgeschossiger Klinkerbau, Neurenaissance und Neubarock, 1888/89, Architekt Ludwig Levy, Karlsruhe, eingeschossiger Wintergarten-Anbau, 1909; mit Ausstattung | Fotos hochladen                |
| Wohnhaus                                              | Amselstraße 52 Lage                                                  | 1914                               | eingeschossiges Eckwohnhaus mit Mansarddach, Heimatstil, 1914, Architekt Adolf Stieger | Fotos hochladen                |
| Feuerwache                                            | Augustastraße 22/24, Friedrichstraße o. Nr. Lage                     | 1926/27                            | ehemalige Feuerwache, 1926/27, Architekt Hermann Hussong, mit Schlauchtrockenturm, Wohnhaus, Motorspritzenhalle und Übungsraum, überwiegend in den Formen des Neuen Bauens; bauliche Gesamtanlage | BW                             |
| Bahnhofshotel                                         | Bahnhofstraße 26 Lage                                                | um 1880                            | ehemaliges Bahnhofshotel; dreigeschossiger neuklassizistischer Mansardwalmdachbau auf L-förmigem Grundriss, um 1880 | Fotos hochladen                |
| Hotel Brenner                                         | Bahnhofstraße 28 Lage                                                | 1906                               | ehemaliges Bahnhofshotel, zuletzt Hotel Brenner; anspruchsvolles Eckwohn- und Geschäftshaus, viergeschossiger Hausteinquaderbau, Jugendstildekor, 1906 | weitere Bilder Fotos hochladen |
| Villa                                                 | Barbarossastraße 50 Lage                                             | 1909                               | Direktorenvilla; zweieinhalbgeschossiger neubarocker Krüppelwalmdachbau auf bewegtem Grundriss, 1909 | Fotos hochladen                |
| Albert-Schweitzer-Gymnasium                           | Benzinoring 2 Lage                                                   | 1900–02                            | ehemalige Königliche Industrieschule, heute Albert-Schweitzer-Gymnasium; viergeschossiger Sandsteinquaderbau auf L-förmigem Grundriss, 1900–02, Entwurf Städtisches Hochbauamt, Leitung Ernst Spieß; auf dem Schulhof Kriegerdenkmal für die gefallenen Oberrealschüler 1914/18, Sandsteinrelief, Bildhauer Adolf Bernd, Kaiserslautern | Fotos hochladen                |
| Wohnhaus                                              | Benzinoring 4 Lage                                                   | um 1900                            | späthistoristisches villenartiges Eckwohnhaus mit bewegter Dachlandschaft, um 1900 | Fotos hochladen                |
| Institut für pfälzische Geschichte und Volkskunde     | Benzinoring 6 Lage                                                   | 1900                               | herrschaftliches Eckwohnhaus, sandsteingegliederter Klinkerbau, Neurenaissance, 1900 | Fotos hochladen                |
| Wohnhaus                                              | Benzinoring 25 Lage                                                  | 1898                               | villenartiges spätgründerzeitliches Eckwohnhaus, Backsteinbau mit Walmdach, 1898 | Fotos hochladen                |
| Wohn- und Geschäftshäuser                             | Bismarckstraße 18a, 20 Lage                                          | 1902                               | Wohn- und Geschäftshäuser, Jugendstilformen, 1902 | Fotos hochladen                |
| Wohnhaus                                              | Bismarckstraße 26a/26b Lage                                          | um 1920                            | repräsentatives Doppelwohnhaus, sandsteingegliederte Mansarddachbauten, expressionistische Motive, um 1920 | Fotos hochladen                |
| Wohnhäuser                                            | Bismarckstraße 34, 36, Scheffelstraße 2 Lage                         | 1924/25                            | zweieinhalbgeschossige Walmdachbauten auf L-förmigem Grundriss, expressionistische Motive, 1924/25 | Fotos hochladen                |
| Katholische Minoritenkirche und -kloster Maria Schutz | Bismarckstraße 63 Lage                                               | 1928/29                            | basilikale Anlage mit Doppelturmfassade, monumentaler Sand- und Backsteinbau, neugotische Motive, 1928/29, Architekten Hans und Fritz Seeberger; Skulpturen von L. Höpfel, Speyer; Klostergebäude auf L-förmigem Grundriss, neugotischer Walmdachbau, 1928, Architekt Hans Seeberger | weitere Bilder Fotos hochladen |
| Hahnbrunnerhof                                        | Blechhammerweg Lage                                                  | frühes 19. Jahrhundert             | ehemaliges Kurpfälzisches Hofgut, eingeschossige U-förmige Anlage, frühes 19. Jahrhundert | Fotos hochladen                |
| Wohnhaus                                              | Brahmsstraße 9 Lage                                                  | vor 1900                           | villenartiges eineinhalbgeschossiges Wohnhaus, sandsteingegliederter Backsteinbau, Neurenaissance, vor 1900, Veranda-Anbau 1903, Wintergarten 1915 | Fotos hochladen                |
| Albrechtsbrunnen                                      | Bremerstraße Lage                                                    | 1890                               | dreigeschossiger neuromanischer Schalenbrunnen, 1890, Brunnenaufsatz, 1911 von Gustav Adolf Bernd | Fotos hochladen                |
| Finanzamt Kaiserslautern                              | Eisenbahnstraße 56 Lage                                              | 1897                               | ehemaliges königliches Hauptzollamt, heute Finanzamt; dreigeschossiger Sandsteinquaderbau mit Walmdach, 1897, Architekt Ludwig Ritter von Stempel | Fotos hochladen                |
| Wohn- und Geschäftshaus                               | Eisenbahnstraße 62 Lage                                              | um 1860                            | spätklassizistisches Zeilenwohn- und Geschäftshaus, um 1860 | Fotos hochladen                |
| Wohnhaus                                              | Eisenbahnstraße 66 Lage                                              | um 1880                            | anspruchsvolles gründerzeitliches Wohnhaus, um 1880, Veranda 1930 | Fotos hochladen                |
| Wohn- und Geschäftshaus                               | Eisenbahnstraße 67a Lage                                             | vor 1887                           | spätgründerzeitliches Zeilenwohn- und Geschäftshaus, dreigeschossiger Backsteinbau, vor 1887, Torfahrt 1933 | Fotos hochladen                |
| Verwaltungsgebäude                                    | Eisenbahnstraße 73 Lage                                              | um 1870                            | ehemaliges Bauverwaltungsgebäude, heute Büronutzung; repräsentativer sandsteingegliederter Putzbau, Neurenaissancemotive, um 1870 | Fotos hochladen                |
| Kiosk                                                 | Eisenbahnstraße 74 Lage                                              | 1913/14                            | eingeschossiger Walmdachbau mit Unterstand und Toiletten, 1913/14 | Fotos hochladen                |
| Katholische Pfarrkirche St. Michael                   | Erzhütter Straße 105 Lage                                            | 1936/37                            | Saalbau, bossierte Sandsteinquader, Glockenturm mit Pyramidendach, eingeschossiger Sakristeianbau, 1936/37, Architekt Paul Klostermann | weitere Bilder Fotos hochladen |
| Kurhaus Eselsfürth                                    | Eselsfürth 11 Lage                                                   | um 1900                            | ehemaliges Kurhaus, heute Musikclub; sandsteingegliederter Putzbau, teilweise Zierfachwerk, Landhausstil, um 1900 | Fotos hochladen                |
| Villa                                                 | Eselsfürth 12 Lage                                                   | 1921/22                            | herrschaftliche Villa; neuklassizistischer Walmdachbau, expressionistische Motive, 1921/22, Architekt Adam Roos; stadtbildprägend | Fotos hochladen                |
| Villa Glaeser                                         | Eselsfürth 22 Lage                                                   | 1928                               | herrschaftliche Villa; zwei- und dreigeschossiger Flachdachbau, Bauhaus-Stil, 1928, Architekt Hans Herkommer, Stuttgart; mit Ausstattung | Fotos hochladen                |
| Wohn- und Geschäftshaus                               | Fackelstraße, an Nr. 13 Lage                                         | 1902/03                            | Sandsteinquader-Fassade mit Jugendstildekor am gründerzeitlichen Wohn- und Geschäftshaus, 1902/03, Architekt Adam Roos | Fotos hochladen                |
| Geschäftshaus                                         | Fackelstraße 29 Lage                                                 | 1956/57                            | Bankgebäude; achtgeschossiger, mosaik- und kachelverkleideter Stahlbetonskelettbau, Flugdach, 1956/57, Architekt Fritz Seeberger und Walter Bremer; stadtbildprägend | weitere Bilder Fotos hochladen |
| Geschäftshaus                                         | Fischerstraße 11 Lage                                                | 1925/26                            | ehemalige pfälzische Kreisbauernkammer; repräsentativer dreigeschossiger Putzbau auf L-förmigem Grundriss, Gaubenzeile mit expressionistischen Motiven, 1925/26 als pfälzische Kreisbauernkammer erbaut, Architekt Hermann Hussong; mit Ausstattung | Fotos hochladen                |
| Wohnhaus                                              | Forellenstraße 2 Lage                                                | um 1880                            | dreigeschossiges gründerzeitliches Wohnhaus, Neurenaissancemotive, um 1880 | Fotos hochladen                |
| Kammgarnspinnerei                                     | Forellenstraße/Schoenstraße Lage                                     | Ende des 19. Jahrhunderts          | zweigeschossige Fassade der Kammgarnspinnerei, Sandstein, Ende des 19. Jahrhunderts | weitere Bilder Fotos hochladen |
| Franzosenstein                                        | Friedenstraße Lage                                                   | 1836                               | mit Kranz und Helm bekrönter Sandsteinpfeiler, 1836, Bildhauer Peter Menges | Fotos hochladen                |
| Leichenhaus                                           | Friedenstraße 42 Lage                                                | 1832–35                            | ehemaliges Leichenhaus, später Kriegerehrenhalle, heute Versammlungsstätte der evangelischen Freikirchlichen Gemeinde; eingeschossiger klassizistischer Sandsteinquaderbau mit Walmdach, 1832–35, Architektur von Ferdinand Beyschlag und dem Münchner Baukunstausschuss unter Mitwirkung von Leo von Klenze und August von Voit | Fotos hochladen                |
| Altenheim                                             | Friedrich-Karl-Straße 1, Medicusstraße 19 Lage                       | 1911                               | Altenheim des Kaiserslauterer Diakonissenvereins; schlossartiger Dreiflügelbau, zwei- und dreigeschossige Putzbauten, barockisierende Motive, 1911, Architekten Hermann Hussong und Alois Loch | weitere Bilder Fotos hochladen |
| Graviusheim                                           | Friedrich-Karl-Straße 27 Lage                                        | 1925/26                            | anspruchsvoller sandsteingegliederter Putzbau, 1925/26, Architekten Hermann Hussong und Alois Loch | weitere Bilder Fotos hochladen |
| Lina-Pfaff-Realschule plus                            | Friedrichstraße 75 Lage                                              | 1899/1900                          | zuvor Barbarossaschule; schlossartiger Mehrflügelbau, dreigeschossiger Sandsteinquaderbau mit Walmdächern, neuromanische Motive, 1899/1900, Architekt Ernst Spieß; mit Ausstattung; stadtbildprägend | weitere Bilder Fotos hochladen |
| Kriegerdenkmal                                        | Fruchthallstraße Lage                                                | 1930/31                            | Kriegerdenkmal für die Gefallenen des 23. Königlich-bayerischen Infanterie-Regiments 1914/18; monumentale Sandsteinquaderstele mit Soldatengruppe, 1930/31, Architekten Hans und Fritz Seeberger, Bildhauer Sepp Mages | Fotos hochladen                |
| Fackelbrunnen                                         | Fruchthallstraße Lage                                                | 1939                               | Sandstein-Schalenbrunnen mit Bronze-Wasserspeiern, 1939, Bildhauer Fritz Korter | Fotos hochladen                |
| Wohn- und Geschäftshaus                               | Fruchthallstraße 1, Marktstraße 2 Lage                               | 1892/93                            | repräsentatives Eckwohn- und Geschäftshaus, viergeschossiger Sandsteinquaderbau mit Mansarddach, Neurenaissance, 1892/93 | Fotos hochladen                |
| Fruchthalle                                           | Fruchthallstraße 10 Lage                                             | 1843–46                            | dreigeschossiger kubischer Walmdachbau im Stil florentinischer Patrizierpaläste, romanische Einzelmotive, 1843–46, Architekt August von Voit; Stadtwappen, 1934, Bildhauer Adolf Bernd; mit Ausstattung; stadtbildprägend | weitere Bilder Fotos hochladen |
| Wohn- und Geschäftshaus                               | Gasstraße 24 Lage                                                    | um 1900                            | Zeileneckwohn- und Geschäftshaus, Neurenaissancebau mit Walmdach, um 1900 | Fotos hochladen                |
| Wohn- und Geschäftshaus                               | Gaustraße 1 Lage                                                     | um 1905                            | repräsentatives dreigeschossiges Zeileneckwohn- und Geschäftshaus auf L-förmigem Grundriss, jugendstilig variierte neubarocke Motive, um 1905 | Fotos hochladen                |
| Polizeiinspektion                                     | Gaustraße 2 Lage                                                     | zweite Hälfte des 19. Jahrhunderts | ehemalige Brauerei, heute Polizeiinspektion; Eckwohnhaus, sandsteingegliederter Krüppelwalmdachbau, zweite Hälfte des 19. Jahrhunderts (vor 1887); stadtbildprägend | Fotos hochladen                |
| Wohnhaus                                              | Gaustraße 5 Lage                                                     | um 1880                            | Zeilenwohnhaus, um 1880, Umbau und Erweiterung 1909, Architekt Raimund Ostermaier | Fotos hochladen                |
| Wohnhaus                                              | Gaustraße 9 Lage                                                     | um 1900                            | gründerzeitliches Zeilenwohnhaus mit Mansarddach, Neurenaissance, um 1900 | Fotos hochladen                |
| Wohn- und Geschäftshaus                               | Gaustraße 15 Lage                                                    | um 1870                            | gründerzeitliches Zeilenwohn- und Geschäftshaus, um 1870; mit Ausstattung | Fotos hochladen                |
| Wohn- und Geschäftshaus                               | Gaustraße 27 Lage                                                    | 1832                               | Wohn- und Geschäftshaus, nachbarocker Krüppelwalmdachbau über Gewölbekellern, 1832, Ladeneinbau vom Ende des 19. Jahrhunderts, hofseitiger Treppenhausanbau, um 1900 | Fotos hochladen                |
| Wohn- und Geschäftshaus                               | Gaustraße 37 Lage                                                    | 1825                               | nachbarockes Zeileneckwohn- und Geschäftshaus, bezeichnet 1825 | Fotos hochladen                |
| Villa                                                 | Gersweilerweg 2 Lage                                                 |                                    | prächtige spätgründerzeitliche Villa, 1898; mit Ausstattung | Fotos hochladen                |
| Wohn- und Geschäftshaus                               | Glockenstraße 4 Lage                                                 | 1913/14                            | herrschaftliches Zeilenwohn- und Geschäftshaus, dreigeschossiger Sandsteinquaderbau, neuklassizistische Motive, 1913/14, Architekt Paul Klostermann; mit Ausstattung | Fotos hochladen                |
| Wohn- und Geschäftshaus                               | Glockenstraße 43 Lage                                                | vor 1887                           | spätgründerzeitliches Eckwohn- und Geschäftshaus, zweieinhalbgeschossiger sandsteingegliederter Krüppelwalmdachbau, vor 1887, Aufstockung 1924 | Fotos hochladen                |
| Wohnhaus                                              | Glockenstraße 74 Lage                                                | um 1888                            | repräsentatives Eckwohnhaus mit Mansardwalmdach, dreigeschossiger Backsteinbau, Neurenaissance, um 1888 | Fotos hochladen                |
| Goetheschule                                          | Goethestraße 35 Lage                                                 | 1906–08                            | ehemals Rupprechtschule; monumentaler fünfgeschossiger Sandsteinquaderbau mit Krüppelwalmdach, Jugendstil, 1906–08, Architekt Ernst Spieß, Erweiterungen 1910/11 und 1913/14; mit Ausstattung | Fotos hochladen                |
| Studierendenwohnheim (ESA)                            | Gottlieb-Daimler-Straße 69 Lage                                      | 1981–87                            | energieautarkes Studentenwohnheim, studentisches Selbstbauprojekt, Projektleitung Heinrich Eissler und Wolf Hoffmann, 1981–87; wärmespeicherndes Massivhaus im Glashaus; Unterschutzstellung 2019 als „wichtiges Zeugnis der Architekturgeschichte“, frühes Beispiel für partizipatives und energiebewusstes Bauen | Fotos hochladen                |
| Wohnhaus                                              | Hackstraße 14 Lage                                                   | 1898                               | Eckwohnhaus, sandsteingegliederter Backsteinbau, Neurenaissance, 1898 | Fotos hochladen                |
| Evangelische Pauluskirche                             | Hahnenbalz 38 Lage                                                   | 1958–60                            | Saalbau auf asymmetrischem Grundriss, Stahlbetonkonstruktion, 1958–60, Architekt Willibald Hemmer, Buntglasfenster der Firma Kölbel, Kaiserslautern; mit Ausstattung | Fotos hochladen                |
| HNO-Klinik                                            | Hellmut-Hartert-Straße, zu Nr. 1 Lage                                | vor 1891/92                        | ehemaliges Verwaltungsgebäude des Distriktkrankenhauses, heute HNO-Klinik; Dreiflügelanlage, zweieinhalbgeschossiger Sandsteinquaderbau mit Walmdach, Neurenaissance, eingeschossige Anbauten, 1891/92, Architekten E. Plage, Frankfurt, und Karl Ritter, Hochspeyer | Fotos hochladen                |
| Wohnhäuser                                            | Hummelstraße 1, 3, 5 Lage                                            | um 1900                            | neugotische Wohnhausgruppe, sandsteingegliederte Backsteinbauten, um 1900 | Fotos hochladen                |
| Wohnhaus                                              | Hummelstraße 6 Lage                                                  | um 1900                            | spätgründerzeitliches Zeilenwohnhaus, Risalit mit Stufengiebel, um 1900 | weitere Bilder Fotos hochladen |
| Wohn- und Geschäftshaus                               | Jägerstraße 10, 12 Lage                                              | 1957                               | viergeschossiges Eckwohn- und Geschäftshaus, mosaikverblendete Stahlbetonkonstruktion, Attikageschoss, Flachdach, 1957, Architekt Walter Bremer | Fotos hochladen                |
| Wohn- und Geschäftshaus                               | Jägerstraße 14 Lage                                                  | 1901                               | neubarockes Eckwohn- und Geschäftshaus mit Mansarddach, sandsteingegliederter Backsteinbau, 1901, Architekt K. Schwerth | Fotos hochladen                |
| Kottenschule                                          | Kammgarnstraße 17 Lage                                               | 1891–93                            | imposanter dreigeschossiger Sandsteinquaderbau mit Walmdach, klassizistische Motive, 1891–93, Architekt Ludwig Ritter von Stempel; mit Ausstattung | weitere Bilder Fotos hochladen |
| Villa                                                 | Kanalstraße 1 Lage                                                   | 1908                               | anspruchsvolle neubarocke Mansardwalmdach-Villa, 1908, Architekt Peter Geigers, mit Ausstattung; Anbauten aus der zweiten Hälfte des 20. Jahrhunderts | weitere Bilder Fotos hochladen |
| Volksbank Kaiserslautern                              | Kanalstraße 4 Lage                                                   | 1901/02                            | Bankgebäude für den Vorschussverein Kaiserslautern, heute Volksbank; repräsentativer zweieinhalbgeschossiger Sandsteinquaderbau auf Granitsockel, Mansardwalmdach, jugendstilig variierte neubarocke Motive, 1901/02, Architekt Adam Roos, Skulpturenschmuck von Adolf Bernd, Erweiterung 1921/22 | weitere Bilder Fotos hochladen |
| Wohnhäuser                                            | Karcherstraße 16, 18 Lage                                            | ab 1907                            | gleichartig strukturierte Jugendstil-Zeilenwohnhäuser, Nr. 16 1908/09, Nr. 18 1907 | Fotos hochladen                |
| Bankgebäude                                           | Karl-Marx-Straße 1/3 Lage                                            | 1910                               | ehemalige Königlich-Bayerische Staatsbank, heute Hypo-Vereinsbank; anspruchsvolles Eckgeschäftshaus, dreigeschossiger neubarocker Mansardwalmdachbau, 1910, Architekt Eugen Drollinger | Fotos hochladen                |
| Union-Theater                                         | Kerststraße 24 Lage                                                  |                                    | dreigeschossiger historisierender Walmdachbau auf L-förmigem Grundriss, expressionistische Motive, 1911, Architekt Christian Hocke; mit Ausstattung | weitere Bilder Fotos hochladen |
| Wohn- und Geschäftshaus                               | Klosterstraße 1 Lage                                                 | Mitte des 19. Jahrhunderts         | spätklassizistisches Zeilenwohn- und Geschäftshaus mit Kniestock, Mitte des 19. Jahrhunderts | Fotos hochladen                |
| Wohnhäuser                                            | Klosterstraße 3, 5 Lage                                              | Mitte des 19. Jahrhunderts         | straßenseitige Fassaden der sandsteingegliederten Putzbauten, Mitte des 19. Jahrhunderts | Fotos hochladen                |
| Wohnhaus                                              | Klosterstraße 6 Lage                                                 | 1542                               | repräsentatives spätbarockes Eckwohnhaus, dreigeschossiger Krüppelwalmdachbau, Ende des 18. Jahrhunderts, im Kern aus dem 16. Jahrhundert (bezeichnet 1542), Umbau zum Schulhaus 1819; gotische tonnengewölbte Keller | Fotos hochladen                |
| Portal                                                | Klosterstraße, an Nr. 13 Lage                                        | 1611                               | Sandsteinportal, bezeichne 1611 | Fotos hochladen                |
| Wegekreuz                                             | Kreuzhofstraße, bei Nr. 2 Lage                                       | 1841                               | Sandsteinkreuz mit Metallkorpus, bezeichnet 1841 und 1908 (Versetzung) | Fotos hochladen                |
| Kreuzhof                                              | Kreuzhofstraße 5 Lage                                                |                                    | langgestrecktes Quereinhaus, teilweise Fachwerk, um 1715, Wirtschaftstrakt wohl aus der zweiten Hälfte des 19. Jahrhunderts | Fotos hochladen                |
| Wohnhäuser                                            | Kurpfalzstraße 1/3 und 5/7 Lage                                      | 1925                               | ehemalige Beamtenwohnungen, 1925, Entwurf Landbauamt Kaiserslautern; Walmdach-Doppelhäuser in klassizierendem Heimatstil; Gärten; bauliche Gesamtanlage | BW                             |
| Wohnhaus                                              | Ländelstraße 26 Lage                                                 | nach 1887                          | späthistoristisches Eckwohnhaus mit Gaststätte, nach 1887 | Fotos hochladen                |
| Meuthturm                                             | Lauterstraße Lage                                                    | nach 1875                          | gotisierender Sandsteinbau auf achteckigem Grundriss, wohl zwischen 1875 und 1887 | Fotos hochladen                |
| Kreisverwaltung                                       | Lauterstraße 8 Lage                                                  |                                    | L-förmiger flachgedeckter muschelkalkverkleideter Stahlbetonskelettbau mit sechsgeschossigem Haupttrakt und dreigeschossigem Flügel, Attikageschoss, Flugdach, 1956–60, Kreisbauamt unter Mitwirkung von Kurt Papzien; mit Ausstattung | Fotos hochladen                |
| Eisenbahnbrücke                                       | Leipziger Straße Lage                                                | 1913                               | Betonbau mit roter Sandsteinausfachung, 1913; fortschrittlicher Brückentyp in Stampfbeton | Fotos hochladen                |
| Evangelische Versöhnungskirche                        | Leipziger Straße 1 Lage                                              |                                    | kubischer Sichtbetonbau mit angrenzendem, quadratischem Glockenturm und Gemeindezentrum, 1969–73, Architekt Ernst Kummer, Ludwigshafen; künstlerische Ausgestaltung mit Reliefs im Beton außen und innen durch Erich Sauer, Frankenthal; bauliche Gesamtanlage | BW                             |
| Villa Rosenhöhe                                       | Lindenhofstraße 18 Lage                                              | 1904/05                            | herrschaftliche landhausartige Villa, eineinhalbgeschossiger Putzbau auf unregelmäßigem Grundriss, 1904/05, Architekt K. Schwerth | Fotos hochladen                |
| Wohnhaus                                              | Logenstraße 4 Lage                                                   | 1886                               | villenartiges Wohnhaus, herrschaftlicher Neurenaissancebau, bezeichnet 1886, Architekt Carl Spatz | Fotos hochladen                |
| Polizeipräsidium                                      | Logenstraße 5 Lage                                                   | 1893                               | ehemaliges Königliches Bezirkskommando, heute Polizeipräsidium; schlossartiger, zwei- und dreigeschossiger neubarocker Mehrflügelbau, Sandsteinquaderbau mit Walmdach, 1893, Architekt Ludwig Ritter von Stempel | weitere Bilder Fotos hochladen |
| Hauptpostamt                                          | Logenstraße 37 Lage                                                  | 1930/32                            | Vierseitanlage mit sechsgeschossigem Haupttrakt und zweigeschossigen Flügeln, kubischer ziegelverkleideter Stahlbetonskelettbau, Flachdach, Neue Sachlichkeit, 1930/32, Architekt Heinrich Müller; straßenbildprägend | Fotos hochladen                |
| Wohn- und Geschäftshaus                               | Ludwigstraße 40 Lage                                                 | 1898                               | späthistoristisches Eckwohn- und Geschäftshaus, dreigeschossiger Sandsteinbau, bezeichnet 1898 | Fotos hochladen                |
| Wohnhaus                                              | Mainzer Straße 19 Lage                                               | nach 1870                          | frühgründerzeitliches Wohnhaus, nach 1870; mit Ausstattung | Fotos hochladen                |
| Stundenstein                                          | Mainzer Tor Lage                                                     | um 1811                            | obeliskartiger Sandsteinmonolith, um 1811 | Fotos hochladen                |
| Wohn- und Geschäftshäuser                             | Mainzer Tor 3, 4, Steinstraße 67 Lage                                |                                    | großvolumige, zwei- bis viergeschossige Zeilenwohn- und Geschäftshäuser auf L-förmigem Grundriss, Heimatstil, 1911/12, Architekt Fritz Leidner; mit Ausstattung; Gesamtanlage | Fotos hochladen                |
| Wohn- und Geschäftshaus                               | Mannheimer Straße 25 Lage                                            | 1909/10                            | Eckwohn- und Geschäftshaus, dreigeschossiger historisierender Walmdachbau, 1909/10, Architekt Ph. Motz | Fotos hochladen                |
| Wohnhaus                                              | Mannheimer Straße 33 Lage                                            | um 1870                            | neuklassizistisches Wohnhaus, zweieinhalbgeschossiger Walmdachbau, um 1870 | Fotos hochladen                |
| Gaststätte Zwölf Apostel                              | Mannheimer Straße 105 Lage                                           | 1903                               | späthistoristisches Eckwohnhaus mit Gaststätte, Jugendstileinflüsse, 1903, Architekt Fritz Leidner | Fotos hochladen                |
| Marktbrunnen                                          | Marktstraße Lage                                                     | um 1720                            | Brunnentrog von 1938, Brunnenstock 1991 von Richard Menges rekonstruiert (Original im Casimirsaal), ursprünglich um 1720 vor der Stiftskirche aufgestellt | weitere Bilder Fotos hochladen |
| Wohn- und Geschäftshaus                               | Marktstraße 1, Spittelstraße 7 Lage                                  | 1910                               | viergeschossiges Eckwohn- und Geschäftshaus mit Mansard- und Krüppelwalmdach, Heimatstil, 1910, Architekt Fritz Seeberger | Fotos hochladen                |
| Wohnhaus                                              | Marktstraße 8 Lage                                                   | um 1491                            | dreigeschossiges gotisches Wohnhaus, teilweise Fachwerk, schieferverkleidet, um 1491; barocke Holztreppe | Fotos hochladen                |
| Adlerapotheke                                         | Marktstraße 11 Lage                                                  | 1809/10                            | klassizistisches Wohn- und Geschäftshaus, 1809/10, mit Giebel der spätmittelalterlichen Richardiskapelle; tonnengewölbter Keller | Fotos hochladen                |
| Wohn- und Geschäftshaus                               | Marktstraße 12/14 Lage                                               | 1911                               | Zeilenwohn- und Geschäftshaus, viergeschossiger Sandsteinquaderbau mit Walmdach, Jugendstilmotive, 1911, Architekten Geiger und Klostermann | Fotos hochladen                |
| Evangelische Stiftskirche mit Verwaltungsgebäude      | Marktstraße 13, Stiftsstraße 2 Lage                                  | ab 1250                            | ehemalige Stiftskirche St. Martin und St. Maria; stattlicher, lebhaft gegliederter Sandsteinquaderbau mit bewegter Dachlandschaft; frühgotischer Chor, um 1250/60 bis gegen 1291, mit Anfang des 18. Jahrhunderts aufgestocktem Achteckturm; hochgotische Halle, um 1320/25, wohl im zweiten Viertel des 14. Jahrhunderts vollendet; nördliche Vorhalle aus der zweiten Hälfte des 14. Jahrhunderts; Westtürme vom Anfang des 16. Jahrhunderts; in der nördlichen Vorhalle Denkmal der Union 1818, Marmor, 1883 von Konrad von Knoll, München; bildet eine bauliche Gesamtanlage mit dem angrenzenden, dreiflügeligen Verwaltungsgebäude, 1965–67, Architekt Werner Heyl, Kaiserslautern | weitere Bilder Fotos hochladen |
| Wohn- und Geschäftshaus                               | Marktstraße 15/17 Lage                                               | 1911/12                            | viergeschossiges Zeileneckwohn- und Geschäftshaus, Mansardwalmdach mit turmartiger Bekrönung, 1911/12, Architekten Karl und Friedrich Scheu | Fotos hochladen                |
| Wohn- und Geschäftshaus                               | Marktstraße 18 Lage                                                  | um 1880                            | viergeschossiges gründerzeitliches Eckwohn- und Geschäftshaus, Mansarddachbau mit aufwändiger Sandsteingliederung, um 1880; straßenbildprägend; mit Ausstattung; kreuzgratgewölbte Keller älter | Fotos hochladen                |
| Wohn- und Geschäftshaus                               | Marktstraße 20/22 Lage                                               | 18. Jahrhundert                    | spätbarocker Fachwerkbau, zwei- und dreigeschossiger Walmdachbau, 18. Jahrhundert mit älteren Teilen; tonnengewölbter Keller | Fotos hochladen                |
| Wohn- und Geschäftshaus                               | Marktstraße 26 Lage                                                  | vor 1887                           | viergeschossiges Zeilenwohn- und Geschäftshaus mit Mansarddach, Neurenaissance, kurz vor 1887, Architekt F. Habich; mit Ausstattung | Fotos hochladen                |
| Wohn- und Geschäftshaus                               | Marktstraße 38 Lage                                                  | um 1900                            | Neurenaissancefassade des dreigeschossigen hausteingegliederten Backsteinbaus mit Mansarddach, um 1900 | Fotos hochladen                |
| Berufsbildende Schule II                              | Martin-Luther-Straße 20 Lage                                         | 1954–56                            | L-förmiger, kubisch gestaffelter Stahlbetonskelettbau mit fünfgeschossigem Haupttrakt, dreigeschossigem Verbindungsteil und viergeschossigem Seitenflügel, Flachdächer, 1954–56, Architekten Heußer, Heyl und Kallmeyer; mit Ausstattung | Fotos hochladen                |
| Wohn- und Geschäftshaus                               | Matzenstraße 2 Lage                                                  | Ende des 19. Jahrhunderts          | gründerzeitliches Eckwohn- und Geschäftshaus, Backsteinbau mit Mansarddach, Ende des 19. Jahrhunderts | Fotos hochladen                |
| Maxschule II                                          | Maxstraße 17 Lage                                                    | 1871/72                            | ehemalige Ackerbauschule; dreigeschossiger neuklassizistischer Walmdachbau, 1871/72 | Fotos hochladen                |
| Maxschule                                             | Maxstraße 19 Lage                                                    | 1852                               | dreigeschossiger Walmdachbau, 1852, Architekt Wilhelm Neu, Aufstockung 1881 | Fotos hochladen                |
| Wohnhaus                                              | Medicusstraße 1, Pirmasenser Straße 72 Lage                          | nach 1900                          | dreigeschossiges historisierendes Eckwohnhaus, nach 1900 | Fotos hochladen                |
| Wohn- und Geschäftshaus                               | Medicusstraße 15 Lage                                                | 1909/10                            | Eckwohn- und Geschäftshaus, dreigeschossiger Walmdachbau, Jugendstil- und Heimatstilmotive, 1909/10, Architekt Theisinger | Fotos hochladen                |
| Wohnhaus                                              | Moltkestraße 25 Lage                                                 | um 1900                            | imposantes Eckwohnhaus mit Mansarddach, Neurenaissancemotive, um 1900 | Fotos hochladen                |
| Röhmschule                                            | Moltkestraße 27 Lage                                                 | 1885/86                            | monumentaler Repräsentationsbau, dreigeschossiger neuklassizistischer Walmdachbau, 1885/86 | Fotos hochladen                |
| Gartenpavillon                                        | Morlauterer Straße, zu Nr. 7 Lage                                    |                                    | tempelartiger Pavillon mit Glockendach und Einfriedung, um 1900; straßenbildprägend | Fotos hochladen                |
| Verwaltungsgebäude                                    | Morlauterer Straße 21 Lage                                           | 1957–58                            | ehemaliges Hauptzollamt, 1957–58; zweiflügeliger Verwaltungsbau in moderner Montagebauweise mit Rasterfassade und hochwertiger Kunst am Bau, Finanzbauamt Kaiserslautern; Glasmosaikwand von Ernst W. Kunz | BW                             |
| Hochschule Kaiserslautern                             | Morlauterer Straße 31 Lage                                           | 1956/57                            | ehemalige Staatliche Ingenieurschule für Maschinenwesen, heute Hochschule; dreiflügeliger Stahlbetonskelettbau mit dreigeschossigem Haupttrakt, zweigeschossigem konvexem Verbindungsteil und zweigeschossigem Saalbau, 1956/57, Entwurf Staatliches Hochbauamt | Fotos hochladen                |
| Wohn- und Geschäftshaus                               | Münchstraße 2 Lage                                                   | 1904                               | Wohn- und Geschäftshaus, dreigeschossiger Mansarddachbau, jugendstilig variierte barocke Motive, 1904, Architekt J. Seeberger | Fotos hochladen                |
| Wohnhaus                                              | Münchstraße 6 Lage                                                   | 18. Jahrhundert                    | spätbarockes Wohnhaus, teilweise Fachwerk (verputzt), wohl aus dem 18. Jahrhundert | Fotos hochladen                |
| Gasthaus                                              | Münchstraße 10 Lage                                                  | 1827                               | Eck-Geschäftshaus, dreigeschossiger Mansarddachbau, bezeichnet 1827; heute Gasthaus | Fotos hochladen                |
| Museum Pfalzgalerie                                   | Museumsplatz 1, Am Turnerheim 1, Von-Braun-Straße 16 Lage            | 1875–80                            | ehemaliges Pfälzisches Gewerbemuseum, heute Museum Pfalzgalerie; monumentaler, teilweise marmorverblendeter Neurenaissancebau, 1875–80, Architekt Carl Spatz; im Foyer Marmorrelief von Emil Krieger, Fresko von Edvard Frank; dreigeschossiger Erweiterungsbau, 1915/16, Architekt Eduard Brill; östliche Flügel, Neue Sachlichkeit, 1927/28, Architekt Hermann Graf; Meisterschule (Von-Braun-Straße 16): vier Sandsteinquaderbauten mit Walmdächern, 1894/95, Architekt Carl Spatz, 1953 in Skelettbauweise erweitert | weitere Bilder Fotos hochladen |
| Central-Kino                                          | Osterstraße 2, Münchstraße 8 Lage                                    | 1913/14                            | gestaffelter Baukomplex, barockisierende Motive, 1913/14, Architekt Alois Loch, Erweiterung 1925/26 | weitere Bilder Fotos hochladen |
| Wohn- und Geschäftshaus                               | Osterstraße 7 Lage                                                   | 1902/03                            | Zeilenwohn- und Geschäftshaus mit Mansarddach, jugendstilig variierte historisierende Motive, 1902/03, Architekt J. Seeberger | Fotos hochladen                |
| Evangelische Apostelkirche                            | Pariser Straße 22 Lage                                               | 1897–1901                          | Zentralbau auf griechischem Kreuz, neuromanischer Sandsteinquaderbau, 1897–1901, Architekt Ludwig Ritter von Stempel, München, nach Kriegszerstörung vereinfachter Wiederaufbau 1952–56, Architekt Egon Heußer; drei Glocken und Eisenglockenstuhl, 1900 | Fotos hochladen                |
| Luftschutzbunker                                      | Pariser Straße, bei Nr. 300 Lage                                     | Anfang der 1940er Jahre            | zwei Luftschutztürme; zylinderförmige Spitzbunker auf kreisrundem Grundriss mit kegelförmigem Abschluss, Eisenbetonkonstruktionen mit Stahlbewehrung und -drucktüren, Anfang der 1940er Jahre | Fotos hochladen                |
| Wohn- und Geschäftshaus                               | Parkstraße 11 Lage                                                   | 1889                               | spätgründerzeitliches Eckwohn- und Geschäftshaus, 1889; mit Ausstattung | Fotos hochladen                |
| Wohnhaus                                              | Parkstraße 46 Lage                                                   | 1908/09                            | dreigeschossiges Eckwohnhaus, 1908/09, Architekt Johann Hammel, Ladeneinbauten jünger | Fotos hochladen                |
| Wohnhaus                                              | Parkstraße 47 Lage                                                   | 1890                               | villenartiges Wohnhaus, eineinhalbgeschossiger Gründerzeitbau, 1890, rückwärtige Aufstockung 1914 | Fotos hochladen                |
| Wohnhaus                                              | Parkstraße 49/51 Lage                                                | um 1900                            | hochgesockelte eineinhalbgeschossige Neurenaissancebauten mit bewegter Dachlandschaft, um 1900 | Fotos hochladen                |
| Wohnhaus                                              | Parkstraße 55 Lage                                                   | um 1900                            | spätgründerzeitliches Zeilenwohnhaus, eingeschossiger Sandsteinquaderbau mit Mansarddach, um 1900 | Fotos hochladen                |
| Wohnhaus                                              | Parkstraße 56 Lage                                                   | 1905/06                            | dreigeschossiges Jugendstil-Zeilenwohnhaus, 1905/06, Architekt Adam Roos | Fotos hochladen                |
| Wohnhaus                                              | Parkstraße 59/61 Lage                                                | um 1892                            | repräsentatives spätgründerzeitliches Eckwohnhaus, sandsteingegliederte Klinkerbauten, um 1892 | Fotos hochladen                |
| Wohnhaus                                              | Parkstraße 63 Lage                                                   | 1901                               | villenartiges eineinhalbgeschossiges Eckwohnhaus mit Fachwerkgiebeln, 1901; mit Ausstattung | Fotos hochladen                |
| Wohnhaus                                              | Parkstraße 71 Lage                                                   | 1908                               | Wohnhaus mit Mansarddach, Heimatstil und jugendstilig variierte historisierende Motive, bezeichnet 1908, im Kern älter, Architekt Raimund Ostermaier; mit Ausstattung; Parkanlage mit Pavillon | Fotos hochladen                |
| Wohnhaus                                              | Parkstraße 75 Lage                                                   | 1888                               | eingeschossiges Wohnhaus mit malerisch dekorierter Fassade, bezeichnet 1888 | Fotos hochladen                |
| Pestalozzischule                                      | Pfaffenbergstraße 108 Lage                                           | 1956/57                            | weitläufiger Komplex, mehrflügelige, ein- und zweigeschossige verputzte oder verklinkerte Stahlbeton-Skelettbauten, 1956/57, Entwurf Stadtbauamt; Mosaik-Wandbild; mit Ausstattung | weitere Bilder Fotos hochladen |
| Wohn- und Geschäftshaus                               | Pirmasenser Straße 1 Lage                                            | 1896                               | Eckwohn- und Geschäftshaus, dreigeschossiger sandsteingegliederter Backsteinbau mit Mansarddach, Neurenaissance, 1896 | Fotos hochladen                |
| Wohn- und Geschäftshäuser                             | Pirmasenser Straße 2, 4, 6 Lage                                      | Ende des 19. Jahrhunderts          | spätgründerzeitliche Zeilenwohn- und Geschäftshäuser, zwei- und dreigeschossige historisierende Putz- und Klinkerbauten, Ende des 19. Jahrhunderts | Fotos hochladen                |
| Wohn- und Geschäftshaus                               | Pirmasenser Straße 27 Lage                                           | vor 1887                           | Eckwohnhaus mit Gaststätte, Neurenaissance, vor 1887 | Fotos hochladen                |
| Hofanlage                                             | Pirmasenser Straße 32/34 Lage                                        | Mitte des 19. Jahrhunderts         | Dreiseithof; spätklassizistisches Wohnhaus, Mitte des 19. Jahrhunderts, Toranlage und eingeschossiger Anbau, 1923, größtenteils gleichzeitige Nebengebäude | Fotos hochladen                |
| Wohn- und Geschäftshaus                               | Pirmasenser Straße 44a Lage                                          | 1907/08                            | dreigeschossiges Jugendstil-Zeilenwohn- und Geschäftshaus mit Mansarddach, 1907/08, Architekt Raimund Ostermaier; mit Ausstattung | Fotos hochladen                |
| Gasthaus „Zur Wackenmühle“                            | Pirmasenser Straße 58 Lage                                           | um 1820                            | Krüppelwalmdachbau spätbarocker Tradition, um 1820 | BW                             |
| Villa Kröckel                                         | Pirmasenser Straße 59 Lage                                           | 1886                               | eineinhalbgeschossige herrschaftliche Villa, schlossartiger Neurenaissancebau, 1886, Architekt Carl Spatz; mit Ausstattung | Fotos hochladen                |
| Wohnhaus                                              | Pirmasenser Straße 74 Lage                                           | vor 1887                           | dreigeschossiges gründerzeitliches Eckwohnhaus mit Walmdach, vor 1887, Aufstockung 1905, Architekt Fritz Leidner | Fotos hochladen                |
| Katholische Kirche St. Konrad                         | Reichswaldstraße 36 Lage                                             | 1956–57                            | Zentralbau über achteckigem Grundriss mit Zeltdach, 1956–57, Architekt Karlheinz Fischer, Köln; monumentale Raumlösung und frühe beispielhafte Umsetzung des Zeltmotivs | BW                             |
| Wohn- und Geschäftshaus                               | Richard-Wagner-Straße 52 Lage                                        | vor 1887                           | ehemalige Posthalterei; gründerzeitliches Wohn- und Geschäftshaus mit Nebengebäuden, vor 1887 | Fotos hochladen                |
| Wohn- und Geschäftshäuser                             | Richard-Wagner-Straße 54, 56 Lage                                    | um 1900                            | Wohn- und Geschäftshäuser, sandsteingegliederte Backsteinbauten mit Mansarddächern, Neurenaissance, um 1900 | Fotos hochladen                |
| Wohnhaus                                              | Richard-Wagner-Straße 63 Lage                                        | 1892                               | spätgründerzeitliches Eckwohnhaus, sandsteingegliederter Backsteinbau mit Mansarddach, 1892 | Fotos hochladen                |
| Wohn- und Geschäftshäuser                             | Richard-Wagner-Straße 64, 66, 68 Lage                                | um 1900                            | spätgründerzeitliche Wohn- und Geschäftshäuser, Putzbau und Backsteinbauten (Nr. 64, 66) mit Mansarddächern, um 1900 | Fotos hochladen                |
| Wohnhaus                                              | Richard-Wagner-Straße 70/72 Lage                                     | um 1887                            | anspruchsvolles Eck-Doppelwohnhaus, Neurenaissance bzw. Neubarock, um 1887; Nr. 72 mit Ausstattung | Fotos hochladen                |
| Wohn- und Geschäftshaus                               | Richard-Wagner-Straße 71 Lage                                        | 1890                               | Zeileneckwohn- und Geschäftshaus mit Mansardwalmdach, Neurenaissance, 1890 | Fotos hochladen                |
| Geschäftshaus                                         | Richard-Wagner-Straße 80 Lage                                        | um 1890                            | ehemalige Bayerische Brandversicherung; repräsentativer villenartiger Neurenaissancebau mit Mansardwalmdach, um 1890 | Fotos hochladen                |
| Wohnhaus                                              | Richard-Wagner-Straße 81 Lage                                        | um 1890                            | dreigeschossiges späthistoristisches Eckwohnhaus mit Mansarddach und Nebengebäude, um 1890 | Fotos hochladen                |
| Wohnhaus                                              | Richard-Wagner-Straße 91 Lage                                        | nach 1887                          | gründerzeitliches Zeilenwohnhaus, dreigeschossiger Backsteinbau, nach 1887 | Fotos hochladen                |
| Wohnhäuser                                            | Richard-Wagner-Straße 95, 97, 99 Lage                                | ab 1899                            | dreigeschossige spätgründerzeitliche Zeilenwohnhäuser, sandsteingegliederte Backsteinbauten, Nr. 95 mit Walmdach, Nr. 97 bezeichnet 1899, Nr. 99 bezeichnet 1900 | Fotos hochladen                |
| Wohn- und Geschäftshaus                               | Richard-Wagner-Straße 107 Lage                                       | 1903                               | Wohn- und Geschäftshaus, dreigeschossiger Backsteinbau, jugendstilig variierte neubarocke Motive, 1903 | weitere Bilder Fotos hochladen |
| Wohnhaus                                              | Rittersberg 14 Lage                                                  | um 1620                            | hakenförmiges Wohnhaus, teilweise Fachwerk (verputzt), Mansarddach um 1620, barocker Umbau bezeichnet 1770, gegen 1820 (unter Einbeziehung eines älteren Baus) und 1845/46 erweitert; im Keller gotischer Torbogen | Fotos hochladen                |
| Wohnhaus                                              | Rudolf-Breitscheid-Straße 2/4 Lage                                   | 1899                               | Doppelwohnhaus, neugotischer Bruchsandsteinbau, 1899 | Fotos hochladen                |
| Wohnhaus                                              | Rudolf-Breitscheid-Straße 6 Lage                                     | um 1900                            | Zeilenwohnhaus mit Gaststätte, spätgründerzeitlicher Sandsteinquaderbau, um 1900 | Fotos hochladen                |
| Wohn- und Geschäftshaus                               | Rudolf-Breitscheid-Straße 58 Lage                                    | 1900                               | repräsentative dreigeschossige Wohn- und Geschäftshäuser, neugotische Motive, 1900 | Fotos hochladen                |
| Alte Post                                             | Rummelstraße 9 Lage                                                  | 1890                               | ehemalige Post; anspruchsvoller spätgründerzeitlicher Eckbau, zweiflügeliger Sandsteinquaderbau, 1890, Architekt Ludwig Ritter von Stempel | Fotos hochladen                |
| Wohnhaus                                              | Scheidstraße 1 Lage                                                  | 1806                               | klassizistisches Wohnhaus mit abgewalmtem Mansarddach über hohem tonnengewölbten Keller, 1806 | Fotos hochladen                |
| Wohn- und Geschäftshaus                               | Schillerplatz 3 Lage                                                 | um 1820                            | Wohnhaus mit Torfahrt, um 1820; platzbildprägend | Fotos hochladen                |
| Wohn- und Geschäftshaus                               | Schillerplatz 4 Lage                                                 | um 1860                            | repräsentatives dreigeschossiges spätklassizistisches Wohn- und Geschäftshaus, um 1860 | Fotos hochladen                |
| Wohn- und Geschäftshaus                               | Schillerplatz 5 Lage                                                 | 1823/24                            | Wohnhaus mit Torfahrt über Gewölbekeller, 1823/24, Ladeneinbau aus dem späten 19. Jahrhundert | Fotos hochladen                |
| Wohn- und Geschäftshaus                               | Schillerplatz 7 Lage                                                 | 1928                               | Eckwohn- und Geschäftshaus, fünfgeschossiger kubischer Flachdachbau, Stahlbetonskelettbauweise, Bauhaus-Stil, 1928, Architekt Schwilling | Fotos hochladen                |
| Gasthaus Zum Spinnrädl                                | Schillerstraße 1 Lage                                                | erste Hälfte des 18. Jahrhunderts  | barocker Krüppelwalmdachbau, teilweise Fachwerk, erste Hälfte des 18. Jahrhunderts, eingeschossiger Anbau aus der Mitte des 18. Jahrhunderts | Fotos hochladen                |
| Kraftwerk der Kammgarnspinnerei                       | Schoenstraße 10 Lage                                                 | um 1860                            | Kraftwerk der ehemaligen Kammgarnspinnerei; eineinhalbgeschossiger aufwändig gegliederter Neurenaissance-Sandsteinquaderbau mit Flachdach, um 1860 | Fotos hochladen                |
| Wohn- und Geschäftshaus                               | Schumannstraße 10 Lage                                               | nach 1900                          | Wohn- und Geschäftshaus, haubendachbekrönte, bunt verglaste Erker, Jugendstilmotive, nach 1900 | Fotos hochladen                |
| Spittelbrunnen                                        | Spittelstraße Lage                                                   | 1912                               | Sandsteinschale mit aufgesockeltem Standbild, 1912, Architekt Hermann Hussong, Bildhauer Adolf Bernd | weitere Bilder Fotos hochladen |
| Katholische Pfarrkirche St. Marien                    | St.-Marien-Platz 1 Lage                                              | 1887–92                            | monumentaler neugotischer Sandsteinquaderbau, dreischiffige Halle, Seitenschiffe mit Querwalmdächern, 1887–92, Architekt Heinrich von Schmidt, München, Marienskulptur im Wimperg, von I. Stolz, München, Hochreliefs durch die Firma Erfurt & Wüst, Stuttgart, Glasfenster von Wilhelm Pürz, 1951–56; mit Ausstattung | weitere Bilder Fotos hochladen |
| Katholisches Pfarrhaus                                | St.-Marien-Platz 20 Lage                                             | um 1890                            | neugotischer Sandsteinquaderbau, um 1890 | Fotos hochladen                |
| Fontainebrunnen                                       | St.-Martins-Platz Lage                                               | 1890/91                            | antikisierender Schalenbrunnen, Sandstein mit gusseiserner Brunnensäule, 1890/91 von Eduard Kölwel | weitere Bilder Fotos hochladen |
| Gasthaus                                              | St.-Martins-Platz 1 Lage                                             | um 1740                            | ehemaliges Gasthaus „Zu den drei Königen“; dreigeschossiger Walmdachbau (Fachwerk), um 1740, klassizistische Steinfassade 1820/30; rückwärtig Konzertsaal, sandsteingegliederter historistischer Klinkerbau, Jugendstil-Ausstattung, um 1900, Architekt Adam Roos; Vorderhaus im Mai 2016 durch Brand schwer beschädigt, Abbruch im Juni 2016 | Fotos hochladen                |
| Wohn- und Geschäftshaus                               | St.-Martins-Platz 2 Lage                                             | um 1766                            | dreigeschossiges spätbarockes Wohnhaus, um 1766, spätklassizistische Erdgeschossfenster aus der Mitte des 19. Jahrhunderts, Aufstockung 1912 | Fotos hochladen                |
| Musikschule                                           | St.-Martins-Platz 3 Lage                                             | um 1750                            | ehemaliges Rathaus; stattlicher dreigeschossiger Putzbau, um 1750, Aufstockung und Umbau der Torfahrt gegen Ende des 19. Jahrhunderts; platzbildprägend | Fotos hochladen                |
| Wohn- und Geschäftshaus                               | St.-Martins-Platz 4 Lage                                             | frühes 19. Jahrhundert             | zweigeschossiges Wohn- und Geschäftshaus, sandsteingegliederter Krüppelwalmdachbau, frühes 19. Jahrhundert, zur Steinstraße vorkragendes Fachwerkobergeschoss, 17. Jahrhundert, teilweise klassizistischer Umbau in der Mitte 19. Jahrhundert; tonnengewölbter Keller älter | Fotos hochladen                |
| Katholische Pfarrkirche St. Martin                    | St.-Martins-Platz 5 Lage                                             | um 1300                            | zweischiffige Hallenkirche, gotischer Sandsteinquaderbau, um 1300, Walmdach mit neubarockem Dachreiter, Treppenturm bezeichnet 1629; von den ehemaligen Klostergebäuden tonnengewölbte Keller, 1609, Spuren des Kreuzgangs; mit Ausstattung; im Pfarrgarten Grabsteine des 16. bis 18. Jahrhunderts; vor der Westfassade Sandsteinskulptur des Heiligen Johannes Nepomuk, 18. Jahrhundert | weitere Bilder Fotos hochladen |
| Gasthaus                                              | St.-Martins-Platz 6 Lage                                             | 1816                               | ehemaliges Gasthaus „Zum goldenen Schaf“; stattliches dreigeschossiges Wohn- und Geschäftshaus, anspruchsvoller sandsteingegliederter Krüppelwalmdachbau, 1816; platzbildprägend | Fotos hochladen                |
| Wohn- und Geschäftshaus                               | Steinstraße 10 Lage                                                  | vor 1887                           | dreigeschossiges neuklassizistisches Wohn- und Geschäftshaus, vor 1887 | Fotos hochladen                |
| Wohn- und Geschäftshaus                               | Steinstraße 15 Lage                                                  | 1900                               | dreigeschossiges Wohn- und Geschäftshaus, jugendstilig variierte historisierende Motive, 1900 | Fotos hochladen                |
| Wohn- und Geschäftshaus                               | Steinstraße 23 Lage                                                  | 1836                               | dreigeschossiges spätklassizistisches Wohn- und Geschäftshaus, 1836 | Fotos hochladen                |
| Wohn- und Geschäftshaus                               | Steinstraße 39 Lage                                                  | 1585                               | ehemaliger Wirtschaftshof des Zisterzienserklosters Werschweiler, später Herrschaftssitz des Hans Bechtolf von Flersheim; Eckwohnhaus, im Kern von 1585, Umbauten vom 18. bis 20. Jahrhundert; mittelalterlicher Gewölbekeller | Fotos hochladen                |
| Jugendzentrum                                         | Steinstraße 47 Lage                                                  | 1817                               | U-förmige Hofanlage, 1817; klassizistisches Wohn- und Geschäftshaus, Mitte des 19. Jahrhunderts, schlichte Seitenflügel, im Westen mit Fachwerk-Laubengang; tonnengewölbter Keller älter | Fotos hochladen                |
| Theodor-Zink-Museum                                   | Steinstraße 48 Lage                                                  | 1817                               | ehemaliger Fuhrmannsgasthof „Zum Rheinkreis“; ehemaliger Vierseithof, 1817; Krüppelwalmdachbau über tonnengewölbtem Keller, Fachwerk-Stallungen, Scheune | weitere Bilder Fotos hochladen |
| Wohnhaus                                              | Steinstraße 49 Lage                                                  | 1853/54                            | villenartiges Wohnhaus, herrschaftlicher Neurenaissancebau mit Walmdach, 1853/54 | Fotos hochladen                |
| Wadgasserhof                                          | Steinstraße 55 Lage                                                  | ab dem 13. Jahrhundert             | ehemaliger Wirtschaftshof der Prämonstratenserabtei Wadgassen; Krüppelwalmdachbau mehrerer Bauphasen; Kapelle über zwei tonnengewölbten Kellern, wohl aus dem 13. Jahrhundert, Wandmalereireste des 15. Jahrhunderts, Fachwerk-Aufstockung gegen Ende des 16. Jahrhunderts, Erweiterung um 1733 und Anfang des 19. Jahrhunderts | Fotos hochladen                |
| Stadtsparkasse Kaiserslautern                         | Stiftsplatz 9 Lage                                                   | 1907/08                            | ehemalige Filiale der Pfälzischen Bank, danach Stadtsparkasse; repräsentativer dreigeschossiger Sandsteinquaderbau mit Mansarddach, jugendstilig variierte neubarocke Motive, 1907/08, Architekt Victor Lindner, Mannheim | weitere Bilder Fotos hochladen |
| Wohnhaus                                              | Trippstadter Straße 2a Lage                                          | vor 1887                           | spätgründerzeitliches Eckwohnhaus mit Walmdach, kurz vor 1887 | Fotos hochladen                |
| Villa                                                 | Trippstadter Str. 5 Lage                                             | 1900/01                            | heute protestantischer Kindergarten; prächtige Neurenaissance-Villa, sandsteingegliederter Klinkerbau mit Walmdach, 1900/01; mit Ausstattung | Fotos hochladen                |
| Unionskirche                                          | Unionstraße 2a Lage                                                  | 1711–17                            | seit 2018 Unionskirche, zuvor Lutherkirche und Kleine Kirche; Saalbau, 1711–17, Dachreiter mit Welscher Haube und Laterne, 1754, mit Ausstattung | weitere Bilder Fotos hochladen |
| Villa Jaenisch                                        | Villenstraße 6/8 Lage                                                | 1913                               | repräsentative Villa; zweieinhalb- und dreigeschossiger neuklassizistischer Walmdachbau, 1913, Architekt Eduard Brill; mit Ausstattung; straßenseitige Einfriedung, offener Pavillon und Bedienstetenhaus mit Walmdach (Villenstraße 8) bauzeitlich; unter Nr. 8 Bierkeller mit unterirdischem Gangsystem | Fotos hochladen                |
| Garteneinfriedung                                     | Villenstraße, zu Nr. 7/9 Lage                                        | um 1900                            | Einfriedung eines ehemaligen Villengartens; Sandsteinquadermauer mit Schmiedeeisenzaun, um 1900 | BW                             |
| Wohnhaus                                              | Villenstraße 21 Lage                                                 | 1896                               | villenartiges Eckwohnhaus, zweieinhalbgeschossiger Sandsteinquaderbau mit Walmdach, neugotische Motive, 1896 | Fotos hochladen                |
| Bärenbrunnen                                          | Villenstraße, vor Nr. 21 Lage                                        |                                    | 1914 vom Bildhauer Adolf Bernd nach Entwurf von Herrmann Hussong geschaffen, Bronzefigur 1987 originalgetreu nachgebildet (da im Zweiten Weltkrieg eingeschmolzen) | Fotos hochladen                |
| Wohn- und Geschäftshaus                               | Wilhelmstraße 29 Lage                                                | um 1900                            | zweieinhalbgeschossiges spätgründerzeitliches Eckwohnhaus mit Gaststätte, um 1900 | Fotos hochladen                |
| Rathaus                                               | Willy-Brandt-Platz 1 Lage                                            | 1963–68                            | stadtbildprägendes Verwaltungsgebäude, bestehend aus einem 21-geschossigen Hochhaus und angrenzenden Flachbauten in Stahlbetonskelettbauweise, 1963–68, Architekt Roland Ostertag, Stuttgart; bauzeitliche wandfeste Ausstattung; zugehörig vorgelagerter Platz; bauliche Gesamtanlage | weitere Bilder Fotos hochladen |
| Kaiserpfalz und Casimirschloss                        | Willy-Brandt-Platz 2 Lage                                            | um 1160                            | von der um 1160 erbauten Kaiserpfalz mit Doppelkapelle ein Teil der Grundmauern und der zugehörigen Doppelkapelle erhalten; östlich davon um 1570/80 Bau des Casimirschlosses, davon erhalten der südliche Teil des Ostflügels, Renaissancequaderbau über kreuz- und tonnengewölbten Kellern und unterirdischen Gängesystem | weitere Bilder Fotos hochladen |
| Villa Munzinger                                       | Willy-Brandt-Platz 5 Lage                                            | 1892/93                            | herrschaftliche Villa, sandsteingegliederter Backsteinbau mit Mansardwalmdach, 1892/93, Architekt wohl Ludwig Ritter von Stempel; mit Ausstattung | Fotos hochladen                |
| Waschmühltalbrücke                                    | nördlich der Stadt über dem steil eingeschnittenen Waschmühltal Lage | 1935–37                            | monumentale zehnbogige sandsteinverkleidete Eisenbetonkonstruktion, parallel laufende Arkadenbögen, 1935–37 für die Reichsautobahn, Architekten Fritz Todt und Paul Bonatz, Stuttgart | weitere Bilder Fotos hochladen |
| Burgruine Beilstein                                   | östlich der Stadt auf dem Beilsteiner Kopf Lage                      | um 1120                            | wohl um 1120 errichtet, nach Zerstörung 1234 auf Grundmauern des Vorgängers neu aufgebaut, wohl 1455 zerstört; im Bereich der Vorburg im Osten vor allem Mauerreste der spätsalischen Anlage, an der Hauptburg mit ovalem Mauerring, Palas und Bergfried, hier Balkenlöcher und Mauerreste der spätstaufischen Burg erhalten | weitere Bilder Fotos hochladen |
| Entersweilerhof                                       | östlich der Stadt am Ende der Velmannstraße Lage                     | ab 1705                            | ummauerte Hofanlage; stattlicher verputzter Fachwerkbau, teilweise massiv (wohl aus dem 19. Jahrhundert), mit Mansardwalmdach, bezeichnet 1705, Scheune mit Stallungen | Fotos hochladen                |
| Stiftswalder Forsthaus                                | östlich der Stadt, nördlich der Velmannstraße Lage                   | 1848                               | Hofanlage; Wohnhaus bezeichnet 1848, mit eingeschossigem Anbau, ehemalige Scheune mit Pferdestall, eingeschossiger Bruchsandsteinbau; Ziehbrunnen; bauzeitliche Toranlage | Fotos hochladen                |
| Humbergturm                                           | südlich der Stadt auf einer 425 m hohen Anhöhe Lage                  | 1899/1900                          | monumentaler Sandsteinquaderbau, neuromanische Motive, hölzerner Dachaufbau, 1899/1900, Architekt Ludwig Ritter von Stempel | weitere Bilder Fotos hochladen |